# Pitanga (tiểu vùng)
Pitanga là một tiểu vùng thuộc bang Paraná, Brasil. Tiều vùng này có diện tích 4903 km², dân số năm 2007 là 84824 người.